# Academia Tehnică Militară „Ferdinand I”

Insignă de absolvent al Academiei Tehnice Militare (acordată după 1990, înainte de a se adopta actuala stemă a României, care a luat apoi locul scutului cu tricolorul)

Academia Tehnică Militară "Ferdinand I" din București este o instituție de învățământ superior acreditată, fiind supusă evaluării periodice de către Consiliul Național de Evaluare Academică și Acreditare.
Academia Tehnică Militară a fost formată prin Decretul nr. 371 din 14 septembrie 1949, alături de Academia Militară, Academia Militaro-Politică și Academia Spatelui Armatei, prin reorganizarea Școlii de Război, o instituție de învățământ militar superior înființată de Regele Carol al II-lea în 1937.  În Decretul 371 scrie că Academia Tehnică Militară are ca scop să formeze ofițeri ingineri cu o pregătire corespunzătoare specificului tehnic al diferitelor arme, necesar pentru încadrarea comandamentelor, unităților, formațiunilor și instituțiilor militare de specialitate.

Ulterior, Academia Tehnică Militară a fost comasată cu Academia Militară.
În 17 mai 1990, prin Hotărârea de Guvern nr. 550 s-a procedat la reorganizarea Academiei Militare și (re)înființarea Academiei Tehnice Militare ca instituție de învățământ superior politehnic militar, cu sediul în municipiul București, subordonată Ministerului Apărării Naționale, care formează ofițeri-ingineri și subingineri necesari armatei, precum și unor beneficiari interni și externi.
În Academia Tehnică Militară se desfășoară învățământ de formare a ofițerilor ingineri și învățământ postuniversitar de diferite niveluri, pentru nevoile Ministerului Apărării Naționale și celorlalte structuri ale sistemului național de apărare (Ministerul Administrației și Internelor, Serviciul de Telecomunicații Speciale, Serviciul Român de Informații, Serviciul de Informații Externe, Serviciul de Protecție și Pază, Administrația Națională a Penitenciarelor), precum și la solicitarea unor parteneri externi.
Învățământul politehnic superior militar s-a dezvoltat continuu, în concordanță cu exigențele învățământului superior pe plan național, și cu necesitățile armatei, urmărind atât pregătirea științifică, tehnică și militară, cât și calitățile morale necesare ofițerului inginer.
Academia Tehnică Militară pregătește în domeniul licență, masterat, doctorat. Dintre masteratele cu specific în apărare națională, securitate și ordine publică este și masteratul Securitatea Tehnologia informației.

## Facultăți, departament, școala doctorală
- Facultatea de Comunicații și Sisteme Electronice pentru Apărare și Securitate
- Facultatea de Sisteme Informatice și Securitate Cibernetică
- Facultatea de sisteme integrate de armament, geniu și mecatronică
- Facultatea de Aeronave și Autovehicule Militare
- Departamentul de Limbi Străine, Științe Militare și Management
- Școala Doctorală, în domeniul fundamental Științe Inginerești Arhivat în 7 ianuarie 2022, la Wayback Machine.